# Мина, Мадисон Ариэль
Ма́дисон Ариэ́ль Ми́на Иба́рра (исп. Madison Ariel Mina Ibarra; род. 22 апреля 2003, Эсмеральдас) — эквадорский футболист, нападающий клуба ЛДУ Кито.

## Клубная карьера
Мина — воспитанник клуба ЛДУ Кито. В 2020 году игрок на правах аренды выступал за команду третьего дивизиона «Атлетико Кин». По окончании аренды Мина вернулся в ЛДУ Кито. 26 сентября 2021 года в матче против «Манта» он дебютировал в эквадорской Лиге Про. В 2023 году игрок помог клубу выиграть чемпионат и завоевать Южноамериканский кубок.

## Международная карьера
В 2023 году в составе молодёжной сборной Эквадора Мина принял участие в молодёжном чемпионате мира в Аргентине. На турнире он сыграл в матчах против команд США, Словакии, Фиджи и Южной Кореи.

## Достижения
Клубные
 ЛДУ Кито
- Победитель эквадорской Лиги Про — 2023
- Обладатель Южноамериканского кубка — 2023